# Djeca stoljeća
Djeca stoljeća (rus. Дети века) ruski je film redatelja Jevgenija Bauera.

## Radnja
Film govori o uspješnom bankaru koji se zaljubljuje u Mariju Nikolajevnu, ženu jednog od njegovih zaposlenika, a ona pak dolazi u iskušenje bogatstvom bankara.

## Uloge
- Vera Holodnaja
- Ivan Gorskij
- Arsenij Bibikov
- V. Glinskaja
- Aleksandr Virubov

## Vanjske poveznice
- Djeca stoljeća na Kino Poisk